# Cyprinodon verecundus
Cyprinodon verecundus es una especie de pez de la familia de los ciprinodóntidos en el orden de los ciprinodontiformes.

## Morfología
Los machos pueden alcanzar los 4 cm de longitud total.

## Distribución geográfica
Se encuentran principalmente en Norteamérica: México.